# Alexander Wikarski
Alexander Wikarski (* 1941 in Berlin) ist ein deutscher Schauspieler, Regisseur, Kabarettist und Hörspielsprecher.

## Leben
Erste Theatererfahrungen machte Alexander Wikarski bereits im Alter von 13 Jahren. Nach dem Wiederaufbau und der Neueröffnung der Volksbühne Berlin spielte er 1954 in Friedrich Schillers Wilhelm Tell einen von Tells Söhnen. Auch danach blieb er dem Haus eine Zeit lang verbunden, in dem er nach dem Abitur ein Volontariat unter dem damaligen Intendanten Fritz Wisten absolvierte. Von 1962 bis 1964 studierte Wikarski an der heutigen Hochschule für Schauspielkunst „Ernst Busch“ Berlin und ging danach für einige Jahre an das Mecklenburgische Landestheater Parchim. In späteren Jahren gastierte er unter anderem am Theater am Kurfürstendamm, im Friedrichstadtpalast sowie an Bühnen in Hamburg, in Österreich und in der Schweiz. 1991 kam Wikarski zum Kabarett Die Kneifzange, wo er in zahlreichen Programmen mitwirkte und Soloabende mit Texten von Erich Kästner und dem von Helmut Qualtinger und Carl Merz verfassten Monolog vom Herrn Karl gestaltete. 1999 und 2000 spielte er den Professor Hinzelmann in einer Freilichtproduktion der Operette Im weißen Rössl von Ralph Benatzky.
1967 schloss sich Wikarski dem Ensemble des Deutschen Fernsehfunks an, dem er bis zur Einstellung des Sendebetriebs zum Ende des Jahres 1991 angehörte. Hier war er sowohl als Schauspieler als auch als Regisseur tätig, inszenierte daneben auch am Theater. Er war in verschiedenen Folgen der Krimiserien Polizeiruf 110 und Der Staatsanwalt hat das Wort zu sehen, nach 1990 trat er nur noch selten vor die Kamera. Ab 1972 wirkte Alexander Wikarski auch in Hörspielproduktionen des DDR-Rundfunks mit, und zwar als Herr Albrecht in mehreren Folgen der Serie Neumann, zweimal klingeln.

## Filmografie

### Als Schauspieler
- 1966: Der Staatsanwalt hat das Wort – Bummel-Benno
- 1967: Die Räuber (Fernsehfilm)
- 1969: Krause und Krupp (2 Folgen)
- 1969: Jungfer, Sie gefällt mir
- 1969: Jede Stunde meines Lebens
- 1971: Ein Mann, der sterben muss
- 1971: Optimistische Tragödie
- 1971: KLK an PTX – Die Rote Kapelle
- 1972: Leichensache Zernik
- 1972: Der Adjutant
- 1972: Der Staatsanwalt hat das Wort – Vaterschaft anerkannt
- 1972: Der Regimentskommandeur
- 1972: Nur ein Spaß
- 1972: Prof. Dr. med. Maria Fabian
- 1973: Polizeiruf 110 – Freitag gegen Mitternacht
- 1973: Nachtredaktion (Fernsehspiel)
- 1974: Ein Freudenfeuer für den Bischof
- 1974: Das Geheimnis des Ödipus
- 1974: Bittere Pillen
- 1974: Tod am Mississippi
- 1974: Die Richterin
- 1975: Der arme Reiche, Hubert B.
- 1975: Kostja und der Funker
- 1975: Eine Stunde Aufenthalt
- 1976: Ein verdammt schöner Tag
- 1977: Der Staatsanwalt hat das Wort – Fahrspuren
- 1978: Scharnhorst
- 1981: Jockei Monika (2 Folgen)
- 1984: Front ohne Gnade
- 1984: Polizeiruf 110 – Inklusive Risiko
- 1985: Das zweite Leben des Dr. Gundlach
- 1986: Das Eigentor
- 1986: Der Staatsanwalt hat das Wort – Klavier gesucht
- 1986: Eshelonite
- 1986: Der junge Herr Siegmund
- 1986: Die Weihnachtsklempner (Fernsehfilm)
- 1987: Die Reise des Monsieur Perrichon
- 1987: Der Staatsanwalt hat das Wort – Himmelblau oder Hans im Glück
- 1987: Kiezgeschichten (3 Folgen als Strauch)
- 1988: Eine Magdeburger Geschichte
- 1988: Polizeiruf 110 – Still wie die Nacht
- 1988: Polizeiruf 110 – Eine unruhige Nacht
- 1990: Polizeiruf 110 – Zahltag
- 1990: Polizeiruf 110 – Abgründe
- 1991: Polizeiruf 110 – Big Band Time
- 1997: Alarm für Cobra 11 – Die Autobahnpolizei – Rache ist süß
- 1999: Im Namen des Gesetzes – Freitag der 13.
- 2003: Das verräterische Herz (Kurzfilm)

### Als Regisseur
- 1976: Aschenbrödel
- 1983: Ideen hast du, Liebling!
- 1984: La Mandragola
- 1986: Das Mehrzweckzimmer
- 1987: Tumult bei Wernickes
- 1987: Der Bremsklotz
- 1987: Annoncenglück
- 1988: Kalte Duschen
- 1988: Eine verfahrene Kiste
- 1989: Aschermittwoch

## Hörspiele
- 1972: Neumann, zweimal klingeln (Folge: Jan und der Feuerstuhl) – Autor: Gerhard Jäckel – Regie: Joachim Gürtner
- 1972: Neumann, zweimal klingeln (Folge: Röschen und das GGG) – Autorin: Brigitte Tenzler – Regie: Joachim Gürtner
- 1972: Neumann, zweimal klingeln (Folge: Reise zu Nachbarn) – Autor: Walter Radetz – Regie: Joachim Gürtner
- 1972: Neumann, zweimal klingeln (Folge: Der Kaiser von Bunselau) – Autor: Joachim Witte – Regie: Joachim Gürtner
- 1973: Neumann, zweimal klingeln (Folge: Langfinger) – Autor: Joachim Witte – Regie: Joachim Gürtner
- 1973: Neumann, zweimal klingeln (Folge: Schlagzeug oder Stereo) – Autor: Gerhard Jäckel – Regie: Joachim Gürtner
- 1973: Neumann, zweimal klingeln (Folge: Das große Geschenk) – Autor: Jürgen Weinbrecht – Regie: Joachim Gürtner
- 1974: Neumann, zweimal klingeln (Folge: Ein Kind und zweiunddreißig Decken) – Autor: Joachim Witte – Regie: Joachim Gürtner
- 1975: Neumann, zweimal klingeln (Folge: Ein Kind zuviel) – Autor: Joachim Witte – Regie: Joachim Gürtner
- 1976: Neumann, zweimal klingeln (Folge: Der Brigadegeist) – Autor: Arne Leonhardt – Regie: Joachim Gürtner
- 1982: Stromer – Autor: Michail Alexandrowitsch Scholochow – Regie: Maritta Hübner